# Divisionens Ungdoms Landslejr paa Vejlefjord Højskole
Divisionens Ungdoms Landslejr paa Vejlefjord Højskole er en dansk propagandafilm fra 1943.

## Handling
Divisionens Ungdoms Landslejr blev afholdt på Vejlefjord Højskole fra 4. juli 1943. Deltagerne - Danmarks Adventungdom - kommer med tog, færge eller på cykel. Lejrchefen vækker, og bestyrelsen planlægger dagens program. Der er blandt andet udflugt til Tirsbæk Slot, til Rohden Slot med sit mønsterlandbrug og til Munkebjerg. Til udflugterne udleveres madpakker. De unge fragtes over Vejle Fjord med dampskib, og der synges undervejs. Vejlefjords forstander er cand.mag. P.A. Christiansen. Bestyrerinden underviser de unge piger i syning og madlavning. Drengene har sløjd og redskabsgymnastik. Pigerne danser og laver øvelser på gulv. Udover undervisningen er der to timers pligtarbejde pr. elev hver dag, og så fritidsaktiviteter som for eksempel kor. Men det væsentligste er kapeltimerne, hvor man samles om ordet.